# 628 (numero)
Seicentoventotto è il numero naturale dopo il 627 e prima del 629.

## Proprietà matematiche
- È un numero pari.
- È un numero composto, con i seguenti 6 divisori: 1, 2, 4, 157, 314, 628. Poiché la somma dei suoi divisori (escluso il numero stesso) è 478 < 628, è un numero difettivo.
- È un numero nontotiente.
- È un numero palindromo nel sistema di numerazione posizionale a base 9 (767), a base 12 (444) e a base 19 (1E1). In base 12 è altresì un numero a cifra ripetuta.
- È un numero intoccabile.
- È parte delle terne pitagoriche (340, 528, 628), (471, 628, 785), (628, 24645, 24653), (628, 49296, 49300), (628, 98595, 98597).
- È un numero congruente.

## Astronomia
- 628 Christine è un asteroide della fascia principale del sistema solare.
- NGC 628 è una galassia spirale della costellazione dei Pesci.

## Astronautica
- Cosmos 628 è un satellite artificiale russo.